# Liste des évêques de Marquette

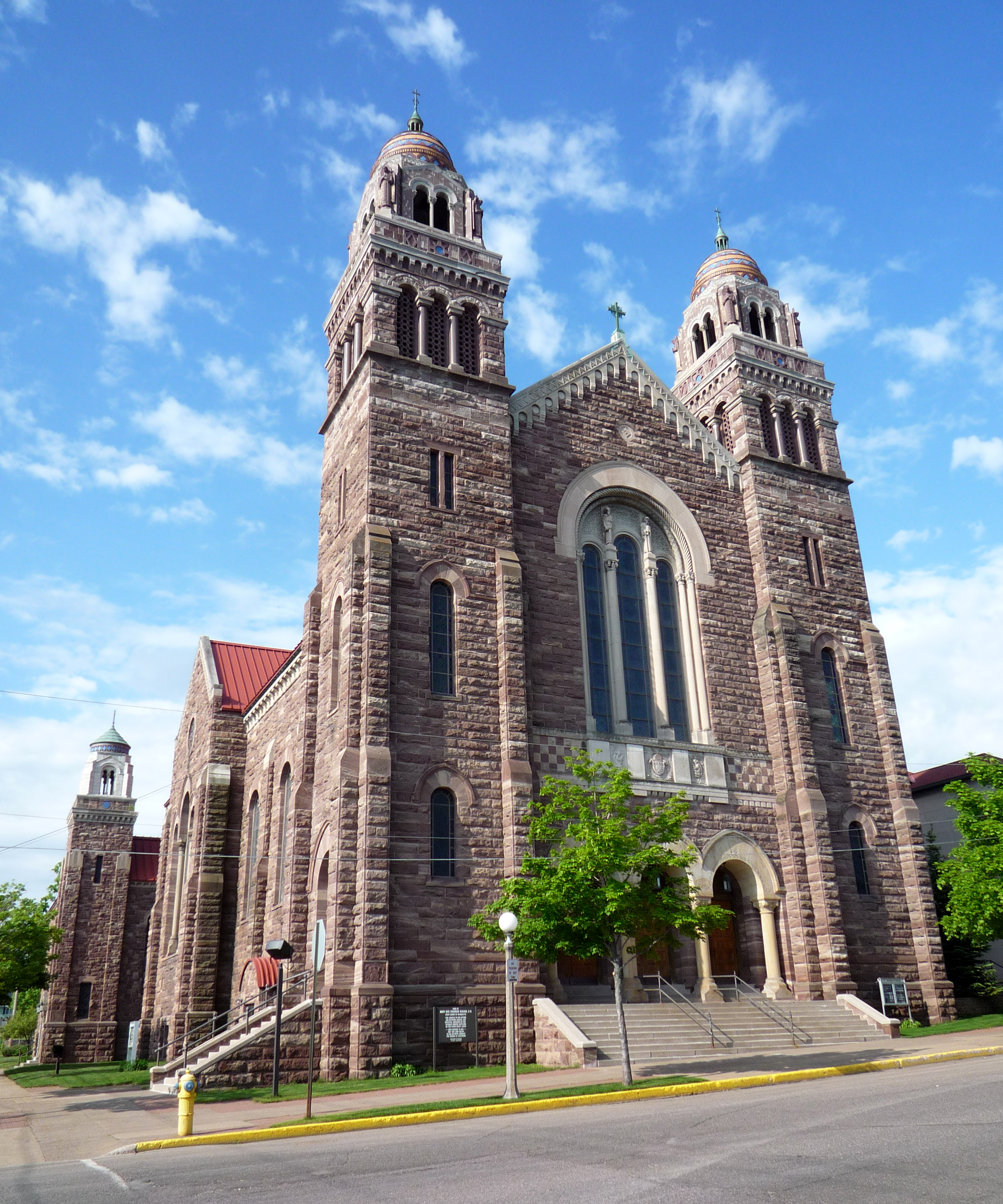
Façade de la cathédrale Saint-Pierre de Marquette

Cette page présente la liste des évêques de Marquette dans le Michigan.
Le vicariat apostolique du Haut-Michigan est créé le 29 juillet 1853 par détachement du diocèse de Détroit, avec siège à la cathédrale Sainte-Marie de Sault-Sainte-Marie.
Il est érigé en diocèse et change de dénomination le 9 janvier 1857 pour devenir le diocèse de Sault-Sainte-Marie.
Il change à nouveau de dénomination le 23 octobre 1865 pour devenir le diocèse de Sault-Sainte-Marie-Marquette, puis le 3 janvier 1937 pour devenir le diocèse de Marquette (Dioecesis Marquettensis), avec siège à la cathédrale Saint-Pierre de Marquette.

## Liste des ordinaires

### Vicaire apostolique
- 29 juillet 1853-9 janvier 1857 : Frederic Baraga (Ireneus Frédéric Baraga), vicaire apostolique du Haut-Michigan.

### Évêques
- 9 janvier 1857-† 19 janvier 1868 : Frederic Baraga (Ireneus Frédéric Baraga), promu évêque de Sault-Sainte-Marie, puis évêque de Sault-Sainte-Marie-Marquette (23 octobre 1865).
- 25 septembre 1868-28 avril 1879 : Ignatius Mrak, évêque de Sault-Sainte-Marie-Marquette.
- 16 mai 1879-† 26 février 1899 : John Vertin, évêque de Sault-Sainte-Marie-Marquette.
- 7 juin 1899-8 juillet 1922 : Frédérick Eis, évêque de Sault-Sainte-Marie-Marquette.
- 14 novembre 1922-† 24 juin 1935 : Paul Nussbaum (Paul Joseph Nussbaum), évêque de Sault-Sainte-Marie-Marquette.
- 16 novembre 1935-16 décembre 1940 : Joseph Plagens (Joseph Casimir Plagens), évêque de Sault-Sainte-Marie-Marquette, puis évêque de Marquette (3 janvier 1937).
- 21 décembre 1940-† 13 juin 1947 : Francis Magner (Francis Joseph Magner)
- 25 août 1947-5 janvier 1968 : Thomas Noa (Thomas Lawrence Noa)
- 10 janvier 1968-11 octobre 1977 : Charles Salatka (Charles Alexander K. Salatka)
- 21 mars 1978-6 octobre 1992 : Mark Schmitt (Mark Francis Schmitt)
- 6 octobre 1992-13 décembre 2005 : James Garland (James Henry Garland)
- 13 décembre 2005-29 janvier 2013[1] : Alexander Sample (Alexander King Sample)[2]
- 29 janvier 2013[1] - 17 décembre 2013[3] : siège vacant
- Depuis le 17 décembre 2013[3] : John Doerfler (John Francis Doerfler)

### Sources
- Fiche du diocèse sur le site catholic-hierarchy.org